# إيان ميلور
إيان ميلور (بالإنجليزية: Ian Mellor)‏ (19 فبراير 1950 في المملكة المتحدة - 1 مايو 2024) هو لاعب كرة قدم بريطاني في مركز جناح ‏. لعب مع برادفورد سيتي وشيفيلد وينزداي ومانشستر سيتي ونادي تشستر سيتي.

## وصلات خارجية
- إيان ميلور على موقع قاعدة بيانات كرة القدم.إي يو (الإنجليزية)